# IndyCar Series 2022
 (septembre 2023).
La mise en forme du texte ne suit pas les recommandations de Wikipédia : il faut le « wikifier ».
Les points d'amélioration suivants sont les cas les plus fréquents. Le détail des points à revoir est peut-être précisé sur la page de discussion.
- Les titres sont pré-formatés par le logiciel. Ils ne sont ni en capitales, ni en gras.
- Le texte ne doit pas être écrit en capitales (les noms de famille non plus), ni en gras, ni en italique, ni en « petit »…
- Le gras n'est utilisé que pour surligner le titre de l'article dans l'introduction, une seule fois.
- L'italique est rarement utilisé : mots en langue étrangère, titres d'œuvres, noms de bateaux, etc.
- Les citations ne sont pas en italique mais en corps de texte normal. Elles sont entourées par des guillemets français : « et ».
- Les listes à puces sont à éviter, des paragraphes rédigés étant largement préférés. Les tableaux sont à réserver à la présentation de données structurées (résultats, etc.).
- Les appels de note de bas de page (petits chiffres en exposant, introduits par l'outil «  Source ») sont à placer entre la fin de phrase et le point final[comme ça].
- Les liens internes (vers d'autres articles de Wikipédia) sont à choisir avec parcimonie. Créez des liens vers des articles approfondissant le sujet. Les termes génériques sans rapport avec le sujet sont à éviter, ainsi que les répétitions de liens vers un même terme.
- Les liens externes sont à placer uniquement dans une section « Liens externes », à la fin de l'article. Ces liens sont à choisir avec parcimonie suivant les règles définies. Si un lien sert de source à l'article, son insertion dans le texte est à faire par les notes de bas de page.
- La présentation des références doit suivre les conventions bibliographiques. Il est recommandé d'utiliser les modèles {{Ouvrage}}, {{Chapitre}}, {{Article}}, {{Lien web}} et/ou {{Bibliographie}}. Le mode d'édition visuel peut mettre en forme automatiquement les références.
- Insérer une infobox (cadre d'informations à droite) n'est pas obligatoire pour parachever la mise en page.

Pour une aide détaillée, merci de consulter Aide:Wikification.
Si vous pensez que ces points ont été résolus, vous pouvez retirer ce bandeau et améliorer la mise en forme d'un autre article.
Navigation
2021 2023

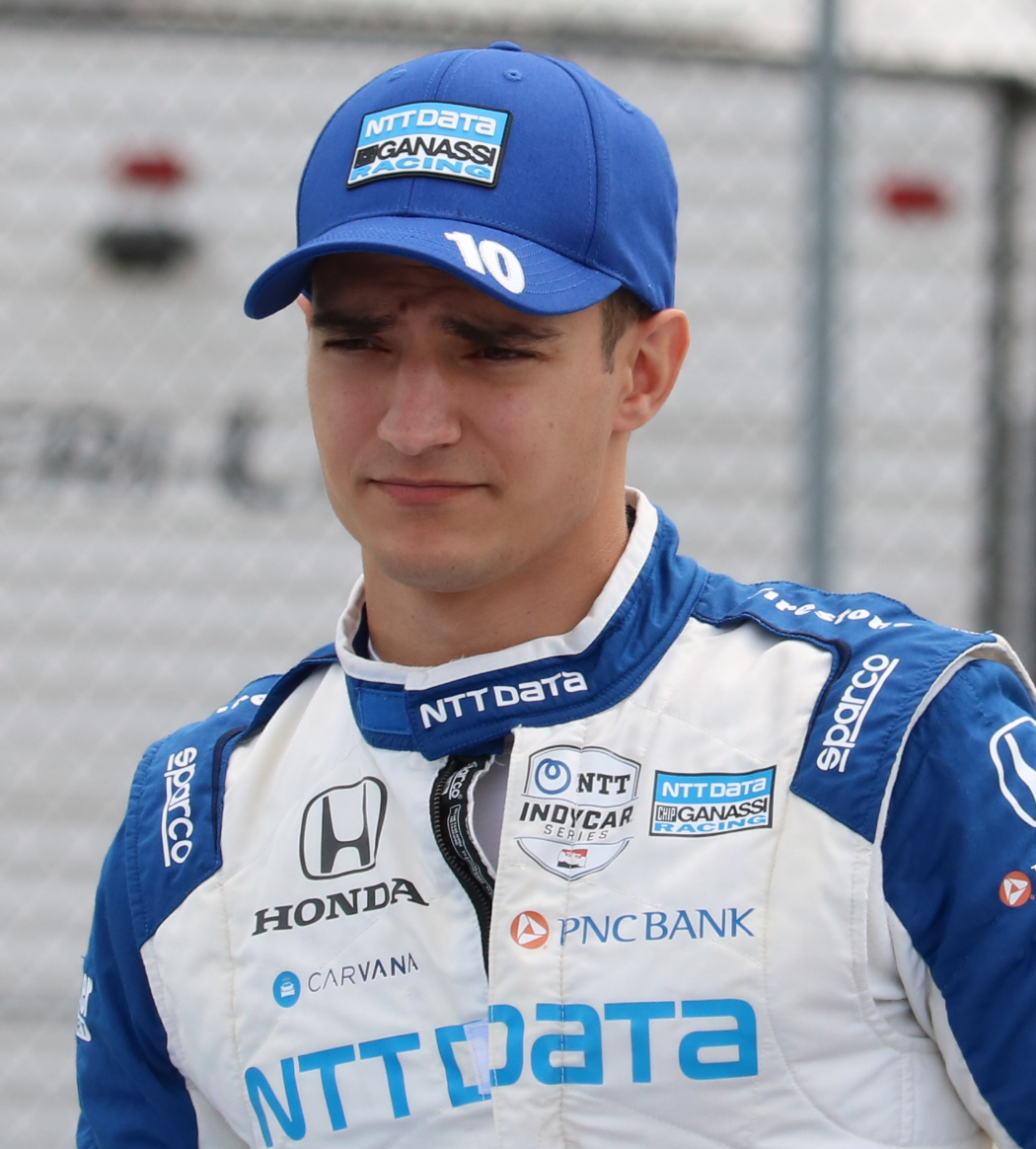
Álex Palou, champion en titre

En 2022 a lieu le 115e championnat officiel des NTT IndyCar Series, le 27e sous l'ère des IndyCar Series.

## Repères en début de saison
Álex Palou commence la saison en tant que champion en titre de la discipline.
Hélio Castroneves a pour sa part remporté les 500 miles d'Indianapolis en 2021, il commence sa première saison Indycar complète depuis 2017.
2022 est la dernière saison des moteurs 2.2L V6 double-turbo apparus en 2012. En 2023, la réglementation technique imposera un nouveau moteur V6 de 2.4L double-turbo hybride dans les châssis Dallara, pour leur part inchangés (spécification IR18, kit aéro universel et pneumatiques Firestone).

### Pilotes: transferts, arrivées, départs
- 22 juillet 2021 : Meyer Shank Racing annonce que le vainqueur en titre d'Indianapolis 500, Hélio Castroneves, pilotera la n°06 pour l'ensemble de la saison 2022 et que Jack Harvey ne pilotera plus la n°60. Harvey courrait dans ce team depuis la saison 2017. Ce sera la première saison complète de Castroneves depuis la saison 2017 courue avec le Team Penske (victoire sur l'Iowa Speedway).
- 14 septembre 2021 : Ryan Hunter-Reay n'est pas reconduit chez Andretti Autosport après 12 saisons dans l'écurie[1].
- 24 septembre 2021 : Romain Grosjean est officiellement annoncé en remplacement de Hunter-Reay sur la n°28 d'Andretti Autosport pour un programme complet en 2022 (incluant tous les ovales contrairement à la saison 2021)[2].
- 27 septembre 2021 : Simon Pagenaud quitte le Team Penske après 7 saisons, un titre en 2016 et une victoire aux 500 miles d'Indianapolis en 2019, il est annoncé sur la n°60 de Meyer Shank Racing en remplacement de Jack Harvey pour un programme complet en 2022[3].
- 5 octobre 2021 : Takuma Satō ne conduira plus pour le Rahal Letterman Lanigan Racing après 5 saisons en 2012 et 2018-2021 (victoire aux 500 miles d'Indianapolis en 2020)[4]
- 11 octobre 2021 : Jack Harvey est annoncé pour un programme complet sur la n°45 chez Rahal Letterman Lanigan Racing[5].
- 19 octobre 2021 : Sébastien Bourdais annonce qu'il ne conduira plus sur un programme complet pour A. J. Foyt Enterprises après avoir signé pour le team Chip Ganassi Racing's IMSA[6].
- 20 octobre 2021 : Christian Lundgaard a été inscrit sur la n°30 du Rahal Letterman Lanigan Racing pour une saison complète dans le cadre d'un contrat pluriannuel[7].
- 4 novembre 2021 : Devlin DeFrancesco est annoncé sur la n°29 du team Andretti Steinbrenner Autosport. Il remplace James Hinchcliffe[8].
- 10 novembre 2021 : A. J. Foyt Enterprises annonce que le champion en titre de l'Indy Lights Series, Kyle Kirkwood, rejoint le team dans la n°14, en remplacement de Sébastien Bourdais. Pour son titre 2021 en Indy Lights, Kirkwood a reçu un financement pour participer à au moins 3 courses du championnat, dont les 500 miles d'Indianapolis[9],[10].
- 9 décembre 2021 : Le double-vainqueur d'Indianapolis 500 (2017 et 2020), Takuma Satō, est annoncé pour la saison complète chez Dale Coyne Racing avec Rick Ware Racing en remplacement de Romain Grosjean sur la n°51[11] .
- 14 décembre 2021 : James Hinchcliffe annonce qu'il ne participera pas à une saison complète d'IndyCar Series[12].
- 15 décembre 2021 : Jimmie Johnson annonce sa participation à temps plein à la saison 2022 pour le Chip Ganassi Racing[13].
- 11 Janvier 2022 : Juan Pablo Montoya est officialisé dans la n°6 chez Arrow McLaren pour les GP d'Indianapolis et les 500 miles, pour la 2ème année consécutive[14].

### Équipes: changements
- Meyer Shank Racing passe à 2 voitures inscrites à temps-plein[15].
- Juncos Racing revient en IndyCar Series pour la première fois depuis les 500 miles d'Indianapolis 2019. Le propriétaire Ricardo Juncos s'est associé avec Brad Hollinger pour créer le Juncos Hollinger Racing et, après avoir participé aux 3 dernières épreuves de 2021, l'écurie courra sur l'ensemble de la saison 2022 avec notamment Callum Ilott sur la n°77[16],[17].
- Arrow McLaren SP a annoncé le 8 août 2021 que McLaren Racing est monté au capital du Team à hauteur de 75%, participation effective à la fin de la saison 2021[18]. Lors de la même annonce, le PDG de McLaren CEO, Zak Brown, a également confirmé les pilotes Pato O'Ward et Felix Rosenqvist pour la saison 2022.
- Le Rahal Letterman Lanigan Racing aura 3 entrées à temps-plein pour la saison 2022, incluant Jack Harvey[5].
- Alors qu'il faisait courir 4 monoplaces à temps plein en 2021, Roger Penske, propriétaire du Team Penske, a confirmé que l'écurie réduirait son inscription à temps-plein à 3 voitures en 2022[19].
- Le 4 novembre 2021, le Chip Ganassi Racing a confirmé qu'il alignerait une cinquième voiture aux 500 miles d'Indianapolis pour Jimmie Johnson[20].
- Vasser Sullivan Racing se retire de son partenariat avec le Dale Coyne Racing après 5 saisons[21]. Un nouveau partenariat est formé avec HMD Motorsports pour faire courir le finaliste des 2021 Indy Lights, David Malukas[22].
- Après une inscription aux 500 miles d'Indianapolis en 2021, le Dreyer & Reinbold Racing alignera en 2022 2 voitures pour Santino Ferrucci et Sage Karam[23].

## Écuries et pilotes
| Équipe                                                         | Moteur    | No. | Pilote(s)             | Épreuve(s)      |
| -------------------------------------------------------------- | --------- | --- | --------------------- | --------------- |
| A. J. Foyt Enterprises                                         | Chevrolet | 4   | Dalton Kellett        | Toutes          |
| A. J. Foyt Enterprises                                         | Chevrolet | 11  | Tatiana Calderón R    | 1, 3–5, 7–9     |
| A. J. Foyt Enterprises                                         | Chevrolet | 11  | J. R. Hildebrand      | 2, 6            |
| A. J. Foyt Enterprises                                         | Chevrolet | 14  | Kyle Kirkwood, R      | Toutes          |
| Andretti Autosport                                             | Honda     | 26  | Colton Herta,         | Toutes          |
| Andretti Autosport                                             | Honda     | 27  | Alexander Rossi       | Toutes          |
| Andretti Autosport                                             | Honda     | 28  | Romain Grosjean       | Toutes          |
| Andretti Steinbrenner Autosport                                | Honda     | 29  | Devlin DeFrancesco R  | Toutes          |
| Andretti Herta Autosport avec Marco Andretti et Curb-Agajanian | Honda     | 98  | Marco Andretti        | 6               |
| Arrow McLaren SP                                               | Chevrolet | 5   | Pato O'Ward,          | Toutes          |
| Arrow McLaren SP                                               | Chevrolet | 6   | Juan Pablo Montoya    | 5, 6            |
| Arrow McLaren SP                                               | Chevrolet | 7   | Felix Rosenqvist,     | Toutes          |
| Chip Ganassi Racing                                            | Honda     | 1   | Tony Kanaan,          | 6               |
| Chip Ganassi Racing                                            | Honda     | 8   | Marcus Ericsson       | Toutes          |
| Chip Ganassi Racing                                            | Honda     | 9   | Scott Dixon           | Toutes          |
| Chip Ganassi Racing                                            | Honda     | 10  | Álex Palou,           | Toutes          |
| Chip Ganassi Racing                                            | Honda     | 48  | Jimmie Johnson,       | Toutes          |
| Dale Coyne Racing avec HMD Motorsports                         | Honda     | 18  | David Malukas R       | Toutes          |
| Dale Coyne Racing avec Rick Ware Racing                        | Honda     | 51  | Takuma Satō           | Toutes          |
| DragonSpeed/Cusick Motorsports                                 | Chevrolet | 25  | Stefan Wilson R       | 6               |
| Dreyer & Reinbold Racing                                       | Chevrolet | 23  | Santino Ferrucci      | 6               |
| Dreyer & Reinbold Racing                                       | Chevrolet | 24  | Sage Karam            | 6               |
| Ed Carpenter Racing                                            | Chevrolet | 20  | Conor Daly            | Toutes          |
| Ed Carpenter Racing                                            | Chevrolet | 21  | Rinus VeeKay          | Toutes          |
| Ed Carpenter Racing                                            | Chevrolet | 33  | Ed Carpenter          | 2, 6, 11–12, 15 |
| Juncos Hollinger Racing                                        | Chevrolet | 77  | Callum Ilott R        | 1–6, 8–17       |
| Juncos Hollinger Racing                                        | Chevrolet | 77  | Santino Ferrucci      | 7               |
| Meyer Shank Racing                                             | Honda     | 06  | Hélio Castroneves     | Toutes          |
| Meyer Shank Racing                                             | Honda     | 60  | Simon Pagenaud        | Toutes          |
| Paretta Autosport                                              | Chevrolet | 16  | Simona de Silvestro   | 8–9, 14, 17     |
| Rahal Letterman Lanigan Racing                                 | Honda     | 15  | Graham Rahal          | Toutes          |
| Rahal Letterman Lanigan Racing                                 | Honda     | 30  | Christian Lundgaard R | Toutes          |
| Rahal Letterman Lanigan Racing                                 | Honda     | 45  | Jack Harvey           | 1, 3-17         |
| Rahal Letterman Lanigan Racing                                 | Honda     | 45  | Santino Ferrucci      | 2               |
| Team Penske                                                    | Chevrolet | 2   | Josef Newgarden       | Toutes          |
| Team Penske                                                    | Chevrolet | 3   | Scott McLaughlin      | Toutes          |
| Team Penske                                                    | Chevrolet | 12  | Will Power            | Toutes          |

## Calendrier
| Rd. | Date         | Course                                  | Piste                                         | Lieu                     |
| --- | ------------ | --------------------------------------- | --------------------------------------------- | ------------------------ |
| 1   | 27 février   | Grand Prix automobile de St. Petersburg | U Circuit urbain de St. Petersburg            | St. Petersburg (Floride) |
| 2   | 20 mars      | Grand Prix automobile du Texas          | O Texas Motor Speedway                        | Fort Worth (Texas)       |
| 3   | 10 avril     | Grand Prix de Long Beach                | U Circuit urbain de Long Beach                | Long Beach (Californie)  |
| 4   | 1er mai      | Grand Prix automobile d'Alabama         | R Barber Motorsports Park                     | Birmingham (Alabama)     |
| 5   | 14 mai       | Grand Prix automobile d'Indianapolis I  | R Indianapolis Motor Speedway (tracé routier) | Speedway (Indiana)       |
| 6   | 29 mai       | 500 miles d'Indianapolis                | O Indianapolis Motor Speedway                 | Speedway (Indiana)       |
| 7   | 5 juin       | Grand Prix automobile de Détroit        | U Circuit de Belle Isle                       | Détroit (Michigan)       |
| 8   | 12 juin      | Grand Prix automobile d'Elkhart Lake    | R Road America                                | Elkhart Lake (Wisconsin) |
| 9   | 3 juillet    | Grand Prix automobile de Mid-Ohio       | R Mid-Ohio Sports Car Course                  | Lexington (Ohio)         |
| 10  | 17 juillet   | Honda Indy Toronto                      | U Parc des expositions de Toronto             | Toronto (Ontario)        |
| 11  | 23 juillet   | Iowa 250                                | O Iowa Speedway                               | Newton (Iowa)            |
| 12  | 24 juillet   | Iowa 300                                | O Iowa Speedway                               | Newton (Iowa)            |
| 13  | 30 juillet   | Grand Prix automobile d'Indianapolis II | R Indianapolis Motor Speedway (tracé routier) | Speedway (Indiana)       |
| 14  | 7 août       | Grand Prix automobile de Nashville      | U Circuit urbain de Nashville                 | Nashville (Tennessee)    |
| 15  | 20 août      | Grand Prix automobile de Gateway        | O World Wide Technology Raceway at Gateway    | Madison (Illinois)       |
| 16  | 4 septembre  | Grand Prix automobile de Portland       | R Portland International Raceway              | Portland (Oregon)        |
| 17  | 11 septembre | Grand Prix automobile de Monterey       | R WeatherTech Raceway Laguna Seca             | Monterey (Californie)    |

- U : circuit urbain temporaire
- R : circuit routier
- O : circuit ovale

### Évolutions de calendrier
- 19 août 2021: confirmation du retour de l'Iowa Speedway au calendrier[51].
- 19 septembre 2021: Officialisation du calendrier complet: Texas et Detroit deviennent des courses simples, au lieu de double-headers (2 courses d'affilée), et retour à Toronto, après annulation des courses en 2020 et 2021 à la suite des restrictions de déplacement à cause de la pandémie de COVID-19.
- St Petersburg est redevenue la traditionnelle course d'ouverture de la saison, courue en Février. Aucune saison n'avait débuté aussi tôt depuis 2000.
- Texas a été placé en 2ème course de la saison, le 20 Mars.
- Long Beach retourne à sa date traditionnelle en Avril après avoir été déplacée en Septembre la saison précédente.
- Le 3 novembre 2021, le Conseil de la ville de Détroit et Penske Entertainment trouvent un accord pour faire revenir la course dans le centre ville autour du Renaissance Center en 2023, ce qui fera de la course de 2022 la dernière épreuve se déroulant sur le tracé de Belle Isle[52].

## Résultats des épreuves
| Course | Circuit                | Pole position    | Meilleur tour    | + de tours en tête | Vainqueur        | Vainqueur           | Vainqueur |
| Course | Circuit                | Pole position    | Meilleur tour    | + de tours en tête | Pilote           | Écurie              | Motoriste |
| ------ | ---------------------- | ---------------- | ---------------- | ------------------ | ---------------- | ------------------- | --------- |
| 1      | St. Petersburg         | Scott McLaughlin | Conor Daly       | Scott McLaughlin   | Scott McLaughlin | Team Penske         | Chevrolet |
| 2      | Texas                  | Felix Rosenqvist | Pato O'Ward      | Scott McLaughlin   | Josef Newgarden  | Team Penske         | Chevrolet |
| 3      | Long Beach             | Colton Herta     | Álex Palou       | Josef Newgarden    | Josef Newgarden  | Team Penske         | Chevrolet |
| 4      | Alabama                | Rinus VeeKay     | Álex Palou       | Rinus VeeKay       | Pato O'Ward      | Arrow McLaren SP    | Chevrolet |
| 5      | Indianapolis (Routier) | Will Power       | Colton Herta     | Colton Herta       | Colton Herta     | Andretti Autosport  | Honda     |
| 6      | Indianapolis (Ovale)   | Scott Dixon      | Marcus Ericsson  | Scott Dixon        | Marcus Ericsson  | Chip Ganassi Racing | Honda     |
| 7      | Detroit                | Josef Newgarden  | David Malukas    | Will Power         | Will Power       | Team Penske         | Chevrolet |
| 8      | Road America           | Alexander Rossi  | Josef Newgarden  | Josef Newgarden    | Josef Newgarden  | Team Penske         | Chevrolet |
| 9      | Mid-Ohio               | Pato O'Ward      | Álex Palou       | Scott McLaughlin   | Scott McLaughlin | Team Penske         | Chevrolet |
| 10     | Toronto                | Colton Herta     | David Malukas    | Scott Dixon        | Scott Dixon      | Chip Ganassi Racing | Honda     |
| 11     | Iowa                   | Will Power       | Will Power       | Josef Newgarden    | Josef Newgarden  | Team Penske         | Chevrolet |
| 12     | Iowa                   | Will Power       | Will Power       | Josef Newgarden    | Pato O'Ward      | Arrow McLaren SP    | Chevrolet |
| 13     | Indianapolis (Routier) | Felix Rosenqvist | Conor Daly       | Alexander Rossi    | Alexander Rossi  | Andretti Autosport  | Honda     |
| 14     | Nashville              | Scott McLaughlin | Scott McLaughlin | Álex Palou         | Scott Dixon      | Chip Ganassi Racing | Honda     |
| 15     | Gateway                | Will Power       | Josef Newgarden  | Will Power         | Josef Newgarden  | Team Penske         | Chevrolet |
| 16     | Portland               | Scott McLaughlin | Josef Newgarden  | Scott McLaughlin   | Scott McLaughlin | Team Penske         | Chevrolet |
| 17     | Monterey               | Will Power       | Pato O'Ward      | Álex Palou         | Álex Palou       | Chip Ganassi Racing | Honda     |

## Classements

### Classement des pilotes
| Pos | Pilote                 | STP | TXS | LBH | ALA | IGP1 | INDY  | DET | ROA | MDO | TOR | IOW | IOW  | IGP2 | NSH | GAT | POR | LAG | Pts |
| --- | ---------------------- | --- | --- | --- | --- | ---- | ----- | --- | --- | --- | --- | --- | ---- | ---- | --- | --- | --- | --- | --- |
| 1   | Will Power             | 3L  | 4L  | 4L  | 4   | 3    | 1511  | 1L* | 19  | 3   | 15  | 3L  | 2L   | 3L   | 11  | 6L* | 2L  | 3L  | 560 |
| 2   | Josef Newgarden        | 16  | 1L  | 1L* | 14L | 25   | 13    | 4L  | 1L* | 7   | 10  | 1L* | 24L* | 5    | 6L  | 1L  | 8   | 2L  | 544 |
| 3   | Scott Dixon            | 8L  | 5   | 6   | 5   | 10   | 211L* | 3L  | 9   | 5   | 1L* | 5   | 4    | 8    | 1L  | 8   | 3   | 12  | 521 |
| 4   | Scott McLaughlin       | 1L* | 2L* | 14  | 6   | 20L  | 29    | 19  | 7   | 1L* | 9   | 22  | 3    | 4L   | 2L  | 3L  | 1L* | 6   | 510 |
| 5   | Álex Palou             | 2L  | 7   | 3L  | 2L  | 18   | 92L   | 6L  | 27  | 2   | 6   | 6   | 13   | 10   | 3L* | 9   | 12  | 1L* | 510 |
| 6   | Marcus Ericsson        | 9   | 3L  | 22  | 12  | 4L   | 15L   | 7   | 2L  | 6   | 5   | 8   | 6    | 11   | 14  | 7L  | 11  | 9   | 506 |
| 7   | Pato O'Ward            | 12  | 15  | 5   | 1L  | 19L  | 27L   | 5   | 26  | 24L | 11L | 2   | 1L   | 12   | 24  | 4L  | 4   | 8   | 480 |
| 8   | Felix Rosenqvist       | 17  | 21  | 11  | 16  | 6L   | 48    | 10  | 6L  | 27  | 3   | 26  | 7    | 9L   | 7   | 16L | 10  | 4L  | 393 |
| 9   | Alexander Rossi        | 20L | 27  | 8   | 9   | 11   | 5     | 2   | 3L  | 19  | 23  | 13  | 18   | 1L*  | 4   | 25  | 7   | 10  | 381 |
| 10  | Colton Herta           | 4   | 12  | 23L | 10  | 1L*  | 30    | 8   | 5   | 15L | 2L  | 24  | 12   | 24L  | 5   | 11  | 6   | 11  | 381 |
| 11  | Graham Rahal           | 7   | 22  | 7   | 8   | 16   | 14    | 26  | 8   | 12  | 4L  | 9   | 14   | 7    | 23  | 10L | 5L  | 18  | 345 |
| 12  | Rinus VeeKay           | 6L  | 10L | 13  | 3L* | 23   | 333L  | 16  | 17  | 4   | 13L | 4   | 19   | 6    | 12  | 26  | 20  | 14  | 331 |
| 13  | Romain Grosjean        | 5   | 26  | 2   | 7   | 17   | 319   | 17  | 4L  | 21  | 16  | 7   | 9    | 16   | 16  | 13L | 19  | 7   | 328 |
| 14  | Christian Lundgaard RY | 11  | 19  | 18  | 15  | 9    | 18    | 14  | 10L | 11  | 8   | 10  | 26   | 2    | 8   | 19  | 21L | 5   | 323 |
| 15  | Simon Pagenaud         | 15  | 8   | 19  | 11  | 2    | 8     | 9   | 12  | 10  | 7   | 23  | 23   | 25   | 9   | 20  | 23  | 17  | 314 |
| 16  | David Malukas R        | 26  | 11L | 21  | 20  | 12   | 16    | 11  | 16  | 9   | 12  | 14  | 8L   | 13   | 19  | 2L  | 14  | 13  | 306 |
| 17  | Conor Daly             | 21  | 18  | 12  | 19  | 5    | 6L    | 12  | 14  | 13  | 20  | 19  | 16   | 17   | 17  | 23  | 25  | 24  | 276 |
| 18  | Hélio Castroneves      | 14  | 23L | 9   | 21  | 14   | 7     | 25  | 22  | 8   | 17  | 16  | 21   | 19   | 13  | 15  | 17  | 19  | 263 |
| 19  | Takuma Sato            | 10  | 20L | 17  | 13  | 7    | 2510  | 13  | 15L | 14  | 25  | 21  | 10L  | 15   | 21  | 5L  | 18  | 23  | 246 |
| 20  | Callum Ilott R         | 19  | 16L | 24  | 25  | 8    | 32    |     | 11  | 23  | 14  | 12  | 11   | 14   | 15  | 21  | 9L  | 26L | 219 |
| 21  | Jimmie Johnson         | 23  | 6   | 20  | 24  | 22   | 2812L | 22  | 24  | 16  | 21  | 11L | 5    | 22L  | 18  | 14  | 24  | 16  | 215 |
| 22  | Jack Harvey            | 13  | DNS | 15  | 18  | 13   | 24    | 15  | 13  | 20  | 19  | 18  | 20   | 20   | 10  | 24  | 15  | 20  | 214 |
| 23  | Devlin DeFrancesco R   | 22  | 24  | 25L | 17  | 21   | 20    | 18  | 18  | 17  | 18  | 17  | 15   | 18   | 22  | 12  | 16  | 15  | 206 |
| 24  | Kyle Kirkwood R        | 18  | 25L | 10  | 22  | 26   | 17    | 24  | 20  | 26  | 22  | 15  | 25   | 23   | 20  | 17  | 13  | 21  | 182 |
| 25  | Dalton Kellett         | 25  | 17  | 26  | 23  | 27   | 27    | 20  | 23  | 22  | 24  | 20  | 22   | 21   | 25  | 18  | 22  | 25  | 133 |
| 26  | Tony Kanaan            |     |     |     |     |      | 36L   |     |     |     |     |     |      |      |     |     |     |     | 78  |
| 27  | Ed Carpenter           |     | 13L |     |     |      | 194   |     |     |     |     | 25  | 17   |      |     | 22  |     |     | 75  |
| 28  | Santino Ferrucci       |     | 9   |     |     |      | 10    | 21  |     |     |     |     |      |      |     |     |     |     | 71  |
| 29  | Tatiana Calderón R     | 24  |     | 16  | 26  | 15L  |       | 23  | 25  | 25  |     |     |      |      |     |     |     |     | 58  |
| 30  | J. R. Hildebrand       |     | 14L |     |     |      | 12    |     |     |     |     |     |      |      |     |     |     |     | 53  |
| 31  | Juan Pablo Montoya     |     |     |     |     | 24   | 11    |     |     |     |     |     |      |      |     |     |     |     | 44  |
| 32  | Simona de Silvestro    |     |     |     |     |      |       |     | 21  | 18  |     |     |      |      | 26  |     |     | 22  | 34  |
| 33  | Marco Andretti         |     |     |     |     |      | 22L   |     |     |     |     |     |      |      |     |     |     |     | 17  |
| 34  | Sage Karam             |     |     |     |     |      | 23    |     |     |     |     |     |      |      |     |     |     |     | 14  |
| 35  | Stefan Wilson R        |     |     |     |     |      | 26    |     |     |     |     |     |      |      |     |     |     |     | 10  |
| Pos | Pilote                 | STP | TXS | LBH | ALA | IGP1 | INDY  | DET | ROA | MDO | TOR | IOW | IOW  | IGP2 | NSH | GAT | POR | LAG | Pts |

| Couleur    | Résultat            |
| ---------- | ------------------- |
| Or         | Vainqueur           |
| Argent     | Deuxième            |
| Bronze     | Troisième           |
| Vert       | 4e ou 5e            |
| Bleu clair | 6e à 10e            |
| Bleu foncé | Autre pilote classé |
| Pourpre    | Abandon             |
| Rouge      | Non qualifié (NQ)   |
| Brun       | Retiré (Ret)        |
| Noir       | Disqualifié (DSQ)   |
| Blanc      | Non partant (DNS)   |
| Blanc      | Course annulée (C)  |
| Vide       | Non inscrit         |

| Notation |                                              |
| Gras     | Pole position (1 point; sauf Indy)           |
| Italique | Meilleur tour                                |
| L        | Leader tour de course (1 point)              |
| *        | Plus de tours en tête (2 points)             |
| 1–12     | Indy 500 "Fast Twelve" points bonus          |
| c        | Qualifications annulées (pas de point bonus) |
| RY       | Révélation de l'année                        |
| R        | Débutant                                     |

### Classement des motoristes
| Pos | Motoriste | STP | TXS | LBH | ALA | IGP1 | INDY | DET | ROA | MDO | TOR | IOW | IOW | IGP2 | NSH | GAT | POR | LAG | Bonus | Pts  |
| --- | --------- | --- | --- | --- | --- | ---- | ---- | --- | --- | --- | --- | --- | --- | ---- | --- | --- | --- | --- | ----- | ---- |
| 1   | Chevrolet | 1   | 1   | 1   | 1   | 3    | 2    | 1   | 1   | 1   | 3   | 1   | 1   | 3    | 2   | 1   | 1   | 2   | 75    | 1510 |
| 1   | Chevrolet | 3   | 2   | 4   | 3   | 5    | 3    | 4   | 6   | 3   | 9   | 2   | 2   | 4    | 6   | 3   | 2   | 3   | 75    | 1510 |
| 1   | Chevrolet | 91  | 96  | 87  | 91  | 66   | 76   | 88  | 83  | 91  | 57  | 96  | 96  | 68   | 69  | 91  | 96  | 76  | 75    | 1510 |
| 2   | Honda     | 2   | 3   | 2   | 2   | 1    | 1    | 2   | 2   | 2   | 1   | 5   | 4   | 1    | 1   | 2   | 3   | 1   | 32    | 1299 |
| 2   | Honda     | 4   | 5   | 3   | 5   | 2    | 4    | 3   | 3   | 5   | 2   | 6   | 5   | 2    | 3   | 5   | 5   | 5   | 32    | 1299 |
| 2   | Honda     | 72  | 65  | 76  | 70  | 95   | 89   | 75  | 76  | 70  | 96  | 58  | 62  | 95   | 90  | 70  | 65  | 85  | 32    | 1299 |

### Système de points
| Position        | 1er | 2e | 3e | 4e | 5e | 6e | 7e | 8e | 9e | 10e | 11e | 12e | 13e | 14e | 15e | 16e | 17e | 18e | 19e | 20e | 21e | 22e | 23e | 24e | 25e+ |
| Points          | 50  | 40 | 35 | 32 | 30 | 28 | 26 | 24 | 22 | 20  | 19  | 18  | 17  | 16  | 15  | 14  | 13  | 12  | 11  | 10  | 9   | 8   | 7   | 6   | 5    |
| Points Indy500  | 100 | 80 | 70 | 64 | 60 | 56 | 52 | 48 | 44 | 40  | 38  | 36  | 34  | 32  | 30  | 28  | 26  | 24  | 22  | 20  | 18  | 16  | 14  | 12  | 10   |
| Qualif. Indy500 | 12  | 11 | 10 | 9  | 8  | 7  | 6  | 5  | 4  | 3   | 2   | 1   |     |     |     |     |     |     |     |     |     |     |     |     |      |